# L'origen de la família, la propietat privada i l'estat
L'origen de la família, la propietat privada i l'estat. D'acord amb les recerques de Lewis H. Morgan és el títol complet del tractat sobre materialisme històric escrit per Friedrich Engels que va veure la llum el 1884. Està basat parcialment en les notes de Karl Marx sobre el llibre Ancient society de l'antropòleg estatunidenc Lewis Henry Morgan. Engels va ampliar la hipòtesi de Morgan que els factors econòmics van causar la transformació de la comunitat primitiva en una societat dividida en classes. La teoria del control dels recursos d'Engels, i més tard la de Marx, es va utilitzar per a explicar la causa i l'efecte del canvi en l'estructura i la funció familiar. La popularitat d'aquesta teoria no va es va assolir fins a la dècada del 1980, quan altres teories sociològiques, en particular el funcionalisme estructural, van guanyar acceptació.

## Desenvolupament de la societat humana i la família

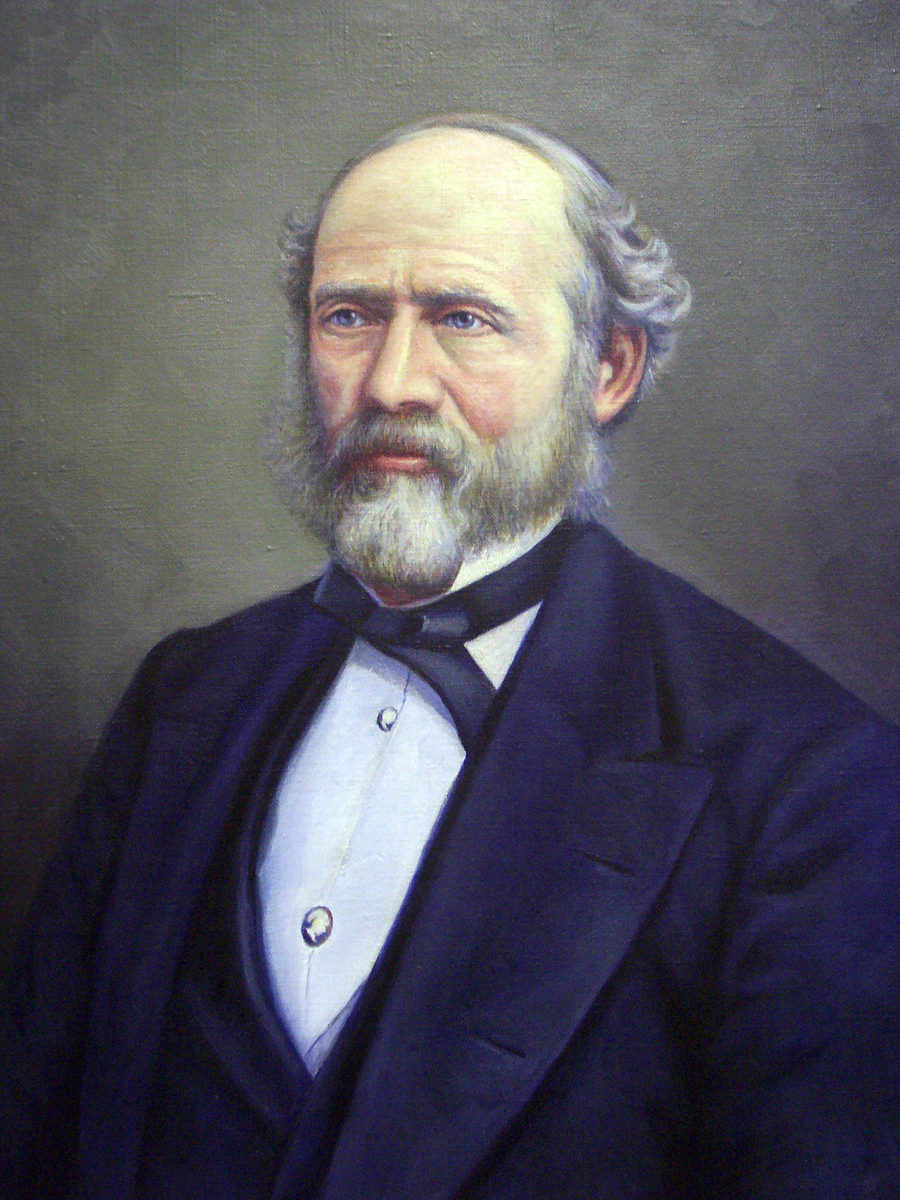
Lewis Henry Morgan (1818-1881), el seu estudi antropològic dels pobles nadius americans va ser adaptat per Engels.

Aquest llibre comença amb una discussió extensa sobre Ancient society, en què Morgan estableix una seqüència de «períodes ètnics» per a comprendre el desenvolupament de la civilització humana des de l'origen de l'home fins a les societats industrialitzades d'Europa i Amèrica del Nord al segle XIX. En contrast amb altres assaigs contemporanis sobre l'evolució humana, Engels subratlla la importància de les relacions socials de poder i el control dels recursos materials, fets relacionats amb el desenvolupament de noves tecnologies; l'èmfasi d'Engels (que és un concepte de Morgan, en realitat) deixa de banda el desenvolupament psíquic de l'ésser humà com a fenomen que permetria explicar l'evolució.
Morgan, la interpretació de la prehistòria humana del qual és acceptada per Engels, s'enfoca en els dos primers estadis de l'evolució social de la humanitat, el salvatgisme i la barbàrie, i només va avançar algunes hipòtesis sobre la transició de la cultura primitiva al període de la civilització arcaica. Els termes «salvatgisme» i «barbàrie», tal com els empra Morgan, intentaven ser descriptius de la forma de vida de les societats més antigues i dels pobles als quals en aquell temps es considerava endarrerits, encara que cal reconèixer que Morgan mai no desqualifica els pobles no occidentals o premoderns, i fins i tot reconeix que el paper dels pobles salvatges i bàrbars va ser decisiu en la construcció de la civilització de les nacions industrialitzades del segle xix. Per tant, «salvatgisme» i «barbàrie» en els textos de Morgan i Engels no tenen la connotació pejorativa amb què se'ls sol associar en el llenguatge corrent.

## L'origen de l'estat
Per al marxisme, l'estat no sempre ha existit. Hi va haver un temps on no existia l'estat, on els vincles comuns, la societat mateixa i l'organització del treball es mantenien gràcies a la força del costum a causa del respecte que exercien sobre la comunitat els caps o les dones, que sovint tenien els mateixos drets i obligacions que els homes. Tanmateix, no existia una categoria especial de persones que s'encarreguessin de governar. Engels divideix la història de la humanitat a la seva obra L'origen de la família, la propietat privada i l'estat en tres fases: salvatgisme, barbàrie i civilització.
En el salvatgisme, els homes vivien del que caçaven i recol·lectaven; amb la barbàrie es milloren els instruments d'ús quotidià i s'inicia la domesticació d'alguns éssers vius; és a la civilització amb el sorgiment de l'agricultura quan va augmentar la suma de treball que corresponia diàriament a cada membre de la comunitat domèstica o de la família aïllada. Era convenient aconseguir més força de treball, i la guerra la va subministrar: els presoners van ser transformats en esclaus. Ateses totes les condicions històriques d'aquell moment, la primera gran divisió social del treball en augmentar la productivitat i, per tant, la riquesa, i en estendre el camp de l'activitat productora, havia de portar necessàriament l'esclavatge. Per mantenir aquest sistema d'explotadors i esclaus, es va fer necessari crear un aparell de dominació religiós, cultural i polític: l'estat.
Després de les societats primitives, amb l'aparició de la primera forma d'explotació de l'home per l'home, és a dir, l'esclavisme, apareixen les primeres formes estatals en què els propietaris dels mitjans de producció, eren alhora propietaris de persones, que ni tan sols eren considerades com a tals.
Amb l'aparició del feudalisme, les condicions d'aquells més explotats es modifiquen en certa manera. Es va desenvolupar el règim de la servitud, en què els pagesos podien apropiar-se de part del seu treball, encara que seguia existint una subjecció directa al propietari dels mitjans de producció.
Amb el desenvolupament del comerç a la societat feudal apareix una nova classe social, la capitalista, «una minoria insignificant de la població que disposa íntegrament de tota la feina feta pel poble i, consegüentment, té a les seves ordres, oprimint i explotant tota la massa dels treballadors» i en la qual encara ens trobem. Amb l'existència de la societat de classes, en les diferents formes (esclavisme, feudalisme i capitalisme), l'estat es crea i és necessari per a una petita part de la població que utilitza l'aparell estatal per dominar la majoria.